# Fußball-Landesliga (Österreich)
Die Landesliga ist seit 1995 die einheitlich vierthöchste Spielklasse im österreichischen Fußball-Ligasystem. Die Landesliga umfasst neun Staffeln, die von den jeweiligen Landesverbänden des ÖFB ausgerichtet werden. Einige Landesligen heißen nach dem zugehörigen Bundesland (z. B. Kärntner Liga), teilweise existiert darunter noch eine fünftklassige (zweite) Landesliga.

## Aktuelle Struktur
Die Meister der Landesligen steigen direkt in die jeweilige Regionalliga auf. Diese umfassen jeweils den Bereich dreier Landesverbände, sodass es insgesamt drei Aufsteiger pro Regionalliga gibt. Unterhalb der Landesliga sind die Strukturen vom jeweiligen Bundesland abhängig: In einigen Ländern gibt es zwei Landesligen als vierte und fünfte Spielklasse (z. B. Salzburg), in anderen ist die fünfte Spielstufe in mehrere Staffeln auf Landesebene unterteilt, sodass es keine einheitliche Anzahl von Absteigern gibt (z. B. Steiermark).

## Historische Entwicklung
Die Landesmeisterschaften entstanden im Zuge der Neuordnung des ÖFV nach dem Ersten Weltkrieg, der sich zum ÖFB wandelte. Nachdem die Streitigkeiten mit der Freien Vereinigung der Amateur-Fußballvereine Österreichs (VAFÖ) bezüglich des Amateursports mehr und weniger beigelegt werden konnte, organisierte der ÖFB ab der Saison 1928/29 für die jeweiligen Amateur-Meister der Landesverbänden die Österreichische Amateurmeisterschaft. Diese wurde mit dem Anschluss Österreichs durch das Deutsche Reich 1938 abgeschafft, da die österreichische Profimeisterschaft verboten wurde. Die Amateurligen der Länder wurden mit dem ehemaligen Profisystem verschmolzen und dienten nunmehr als zweite Leistungsstufe. Anzufügen ist, dass es auch zur Auflösung vieler Vereine (ob Fußball, sonstige Sportarten oder auch andere Zwecke) kam, weil die politische Gesinnung nicht passte. 
Nach Ende des Zweiten Weltkrieges kam es mit der Staatsligareform 1948/49 zur Wiedereinführung des Professionalismus, zuerst in Ostösterreich. Die Landesmeisterschaften, die praktisch aber 1946/47 begannen, dienten fortan als dritte Leistungsstufe, wurden aber durch die Bundesligareform 1974/75 zur vierten Leistungsstufe degradiert. Ausgenommen von dieser Regelung waren die Landesmeisterschaft von Wien, Niederösterreich und dem Burgenland von 1981 bis 1985, von Oberösterreich, der Steiermark und Kärnten von 1975 bis 1994 und von Salzburg, Tirol und Vorarlberg von 1975 bis 1977, da in diesen Jahren die jeweiligen Regionalligen nicht ausgerichtet wurden. So besteht die Landesliga als einheitliche vierte Spielstufe eigentlich erst ab 1995.

## Die Landesligen der 9 Bundesländer
| Bundesland             | Name der Landesliga              | Zuständiger Landesverband                    |
| ---------------------- | -------------------------------- | -------------------------------------------- |
| Wien                   | Wiener Stadtliga                 | Wiener Fußballverband (WFV)                  |
| Niederösterreich       | Niederösterreichische Landesliga | Niederösterreichischer Fußballverband (NOFV) |
| Burgenland             | Landesliga Burgenland            | Burgenländischer Fußballverband (BFV)        |
| Steiermark             | Landesliga Steiermark            | Steirischer Fußballverband (STFV)            |
| Oberösterreich         | OÖ Liga                          | Oberösterreichischer Fußballverband (OÖFV)   |
| Kärnten (mit Osttirol) | Kärntner Liga                    | Kärntner Fußballverband (KFV)                |
| Salzburg               | Salzburger Liga                  | Salzburger Fußballverband (SFV)              |
| Tirol (ohne Osttirol)  | Tiroler Liga                     | Tiroler Fußballverband (TFV)                 |
| Vorarlberg             | Vorarlbergliga                   | Vorarlberger Fußballverband (VFV)            |